# 벼룩시장 (신문)
벼룩시장은 미디어윌에서 발행하는 무료 신문으로 구인구직, 부동산등 생활 정보가 실린다. 교차로, 알림방 등과 함께 대한민국에서 오래된 생활정보신문이다.